# Naalaafushi
Naalaafushi (ނާލާފުށި) ist eine Insel des Mulaku-Atolls (Meemu Atolhu) im Süden des Inselstaates Malediven in der Lakkadivensee des Indischen Ozeans. Sie hat eine Fläche von 12,8 ha und hatte 2014 406 Bewohner.

## Geographie
Die Insel liegt im Ostsaum des Atolls zusammen mit Maalhaveli, Medhufushi, Gongalihuraa, Seedheehuraa, Seedheehuraaveligandu, Hakuraahuraa sowie Kakaahuraa.

## Geschichte
2004 wurde die Insel schwer getroffen durch den Tsunami, der durch das Erdbeben im Indischen Ozean 2004 ausgelöst worden war. 390 der 465 Bewohner verloren ihr Obdach. Durch das United Nations Development Programme konnten innerhalb weniger Wochen 190 t Baumaterial auf die Insel gebracht werden und bis Mitte 2005 waren alle Häuser wieder repariert.
Der Bau des Inselhafens wurde 2014 an die Maldives Transport and Contracting Company (MTCC) vergeben.

## Gesundheit
Auf der Insel gibt es ein Health Center mit einem Doktor und 3 Krankenschwestern und einer Apotheke.